# Symbian (azienda)
Symbian Ltd. è stata una società sviluppatrice di software che produce il noto sistema operativo per telefoni cellulari Symbian OS.
Fu fondata il 24 giugno 1998 ed ha sede a Southwark nel Regno Unito, con uffici anche in Cina, India, Giappone, Corea, e Stati Uniti. Il 2 dicembre 2008 è stata acquisita completamente dall'azienda finlandese Nokia.